# Осока почерневшая
Осо́ка почерне́вшая, или осо́ка тёмнооде́тая (лат. Carex atrata) — многолетнее травянистое растение, вид рода Осока (Carex) семейства Осоковые (Cyperaceae).

## Ботаническое описание

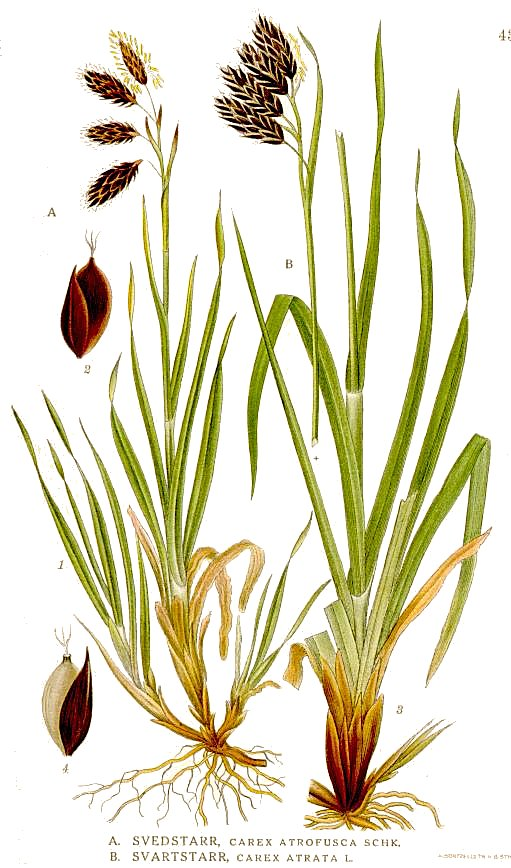
B — Carex atrata

Зелёное растение с толстыми укороченными корневищами, образующими густые дерновины, даёт побеги.
Стебли кверху утончающиеся и несколько склонённые, обычно гладкие, 15—80 см высотой, у основания одетые широкими, слабокилеватыми и пурпуровыми безлистными влагалищами.
Листья 3—5(8) мм шириной, слабо шероховатые, короче стебля.
Соцветие кистевидное, обычно склонённое на бок, (2)4—6(7) см длиной, из 4—5(7) колосков 1(1,2)—2(2,5) см длиной, нижние на ножке (0,2)1—2(5) см длиной. Верхний колосок гинекандрический или иногда пестичный, обратнояйцевидный или продолговатый, 1,5—2,5 см длиной, иногда у основания с 1—2 укороченными, оттопыренно сидящими добавочными колосками; остальные — пестичные, (1)1,8—2(3) см длиной, (0,6)0,7—0,8(0,9) см шириной, плотные, прямостоячие или поникающие. Кроющие чешуи продолговато-яйцевидные, обычно длиннее мешочков, иногда немного короче их, острые или шиповидно-заострённые, ржаво-бурые, с одной более светлой (ржавой) средней жилкой и узким светло-перепончатым краем. Мешочки яйцевидные, уплощённо-трёхгранные, почти плоские, (3)4—4,5 мм длиной, зрелые ржаво-жёлтые, золотисто-, зеленовато-ржавые, слегка буроватые или пурпурно-чёрные (по цвету почти неотличимые от кроющих чешуй), большей частью без жилок или с 3—5 неясными жилками у основания, резко суженные в пурпурно-чёрный или бурый носик. Столбики розовые или белые. Плод в 1,4 или 1,8—2 раза короче мешочка.
Плод без карпофора, жёлтый, обратно(грушевидно)-яйцевидный, 2—2,2(2,5) мм длиной. Плодоносит в апреле—июле.
Число хромосом 2n=46, 52, 54.
Вид описан из Европы. Подвид Carex atrata subsp. aterrima описан из Центральной Европы, подвид Carex atrata subsp. caucasica описан с юго-восточной части Большого Кавказа, подвид Carex atrata subsp. atrata также был описан с Кавказа.
Подвид Carex atrata subsp. aterrima отличается от номинативного подвида чёрно-пурпурной (а не ржаво-жёлтой) окраской зрелых мешочков и соотношением размеров мешочков и плодов: плод у Carex atrata subsp. aterrima в 1,8—2 раза короче мешочка и у́же мешочка (а не в 1,4 раза короче и 1,6—1,7 у́же). Растения Carex atrata subsp. aterrima обычно крупнее ((20)40—70 см высотой, а не 15—45 см), колоски у них более длинные ((1,5)1,8—3 см длиной, а не 1—2(2,5) см), а в пазухе самого нижнего кроющего листа, обычно удалённого от выше расположенного колоска на 2—5 см, колосок обычно отсутствует.

## Распространение
Европа: Исландия, Скандинавия, в том числе арктическая, северная часть Англии, горы Западной и Восточной Европы (Карпаты, Татры); Арктическая часть России: Мурман (преимущественно западная часть), Полярный Урал (верховья реки Елец), низовья Енисея; Европейская часть России: Кольский полуостров, Северный, Средний и Южный (Яман-Тау) Урал; Кавказ: кроме Предкавказья; Западная Сибирь: Приполярный Урал (верховья реки Сокурьи в бассейне реки Ляпин), Кузнецкий Алатау, Алтай; Средняя Азия: Тянь-Шань, Тарбагатай, Памиро-Алай (Алайский хребет), Джунгарский Алатау; Восточная Сибирь: Саяны, бассейн верхнего течения Енисея, Предбайкалье, Забайкалье, средняя часть Средне-Сибирского плато; Дальний Восток: бассейны Зеи, Алдана, правых верхних притоков Колымы, побережья Охотского моря, южный Сихотэ-Алинь, Сахалин; Западная Азия: Северо-Восточная Турция, Северный Ирак; Центральная Азия: Северная Монголия, Восточный Тянь-Шань, Центральные и Восточные Гималаи; Восточная Азия: Восточный Китай, Тайвань; Южная Азия: остров Хондо, Корейский полуостров; Северная Америка: Гренландия к югу от 68° северной широты.
Растёт на сырых лугах, болотцах, по берегам ручьёв и речек, на каменистых и мелкоземистых склонах и скалах, сырых луговинах в тундре, в разреженных лесах, на лесных опушках; в среднем (у верхней границы леса), верхнем поясе гор и в горной и равнинной тундре.

## Значение и применение
Летом хорошо поедается алтайским маралом (Cervus elaphus sibiricus Severtzow).
По наблюдениям в Кабардино-Балкарии поедается западнокавказским туром (Capra caucasica).
Осока кавказская в молодом состоянии хорошо поедается крупным рогатым скотом.

## Систематика
В пределах вида выделяются пять подвидов:
- Carex atrata subsp. apodostachya (Ohwi) T.Koyama — Тайвань
- Carex atrata subsp. aterrima — Осока тёмная, или Осока тёмнобурая; Европа, Восточная Сибирь, Средняя Азия, Дальний Восток
- Carex atrata subsp. atrata — Осока Медведева; Кавказ, Западная Азия
- Carex atrata subsp. caucasica — Осока кавказская; Урал, Кавказ, Алтай, Средняя, Центральная и Западная Азия
- Carex atrata subsp. pullata — от Центральных и Восточных Гималаев до Восточного Китая